# Helymaeus signaticollis
Helymaeus signaticollis là một loài bọ cánh cứng trong họ Cerambycidae.